# 西貢小姐
《西贡小姐》是由克劳德-米歇尔·勋伯格与阿兰·鲍伯利共同创作的一部音乐剧。该剧于1989年9月20日，在英国伦敦特鲁里街的皇家歌剧院首次公演，共演出4264场，于1999年10月30日才结束。在1991年4月11日《西贡小姐》在美国纽约百老汇歌剧院公演，于2001年1月28日结束，共演出4092场。
《西贡小姐》是普契尼歌剧《蝴蝶夫人》的现代改编版。它讲述的，也是一个亚洲女子被白人情人拋弃的悲剧故事。故事背景被挪到1970年代的西贡，而《蝴蝶夫人》裡的美国军官和日本藝妓被改成了美軍士兵和越南吧女。
这部音乐剧的灵感来自于一本杂志裡的照片。作曲者勋伯格看到了这张照片，照片上一位越南母亲在西貢新山一国际机场的登机口送她的孩子到美国去，那裡有孩子的父亲，一名前美国军人，而他能在美国提供这孩子较良好的生活环境。勋伯格认为这位母亲为孩子的做法是“最大的牺牲”，这也成为了《西贡小姐》一剧的中心主题。
《西贡小姐》在80年代是百老汇上受欧洲影响的几大剧目之一，其他有《猫》、《歌剧魅影》和《悲惨世界》。

## 制作历史
《西贡小姐》自1989年在伦敦公演起就在全世界各个城市得到空前的成功，在斯图加特和多伦多，连剧场都为了演出该剧而经过专门设计。在1994年12月，伦敦剧组打破了之前由《窈窕淑女》保持的特鲁里街皇家歌剧院公演最久音乐剧的记录。
该剧于1991年在百老汇公演之后，人们普遍认为它无论在评奖上还是售票上，都会成为该年度的最佳音乐剧。它的确打破了好几项百老汇记录，包括预售票超过了两千四百美元、最高票价一百美元、以及在39个星期之内就付清了投资人的资金。然而，虽然该剧满载了无数提名和赞美，在1989/90年度的劳伦斯·奥立弗奖和1991年度的东尼奖上，它却没能得到最佳音乐剧的奖项。
当伦敦剧组于1999年结束演出、百老汇剧组于2001年结束演出之后，伦敦原班人马又展开了一次长时间的巡回演出，在从英国到爱尔兰在内的六大剧场里，每个地方停留数月。巡回演出在皇宫剧场，曼彻斯特首演，之后在伯名翰竞技场、南安普敦的五月花剧场、爱丁堡剧院、布里斯托尔竞技场、和都柏林的点剧院演出。这次极为成功的巡回演出于2003年结束。原制作人卡麦隆·麦金塔又开始筹划一台可以在稍小型剧场演出的版本，这个“新”巡回演出在2004年7月再次开始了。
《西贡小姐》目前在美国和其他国家都有国家或地区级的巡回演出，最近一次的英国国家巡回演出于2004年8月在普利茅斯的皇家剧场首演，将于2006年初结束。该次演出是最近以来相当成功的一次，剧场有牛津，米尔顿·凯恩斯、沃金、诺威治、诺丁汉、卡地夫、布里斯托尔、伯明翰、曼彻斯特、格拉斯哥、布拉德福德、贝尔法斯特、南安普敦、爱丁堡、阿伯丁、利物浦和桑德兰。演出于2006年6月在布里斯托尔结束。结束的原因是人员要转移到其他国家，包括韩国和澳大利亚的演出。

## 剧情介绍

### 第一幕
故事发生在1975年「西贡淪陷」（以劇中人物觀點而言）前夕，西贡一间專迎合美国士兵的夜总会，這間夜總會為一位法裔皮条客──工程师所擁有。這是金妓女生涯的第一天，在后台，妓女們准备著夜晚的节目，她们一边帮金穿上戏服一边取笑她的幼稚（“引子”）。
夜总会节目开始了，所有美国大兵和越南妓女一起狂欢（“西贡热力四射 - The Heat is on in Saigon”）。士兵们知道美軍已经节节败退，因此只想在离开越南以前放縱自我。一位年輕却已不再天真的陸戰隊員克里斯，與朋友約翰來到夜總會，並因夜总会里脫序的场景而作呕不已。女孩们在美國大兵面前骚首弄姿，企圖争夺“西贡小姐”的称号。得主将成為大兵们抽奖的獎品。她們认为这代表有機會被带往美国，从此过上好日子。每位妓女都使出浑身解数取悦大兵，轮到金时，她的纯洁与天真吸引了克里斯的注意。最后，最性感的舞者琪琪（Gigi）获得当晚的桂冠，她请求抽中她的大兵带她去美国，卻被一口回绝了。琪琪缠着大兵一再哀求，让大兵十分恼火。场面冷卻下来，妓女们開始想像着有朝一日遇見善待她们的男人，嚮往著美国的美好生活（“我心中上演的電影 - Movie in my Mind”）。约翰注意到了克里斯对金的迷恋，他与工程师谈价，為克里斯买下金的处女之夜（“交易 - The Transaction”）。金不情愿且十分羞澀，但她還是向克里斯自我介绍，两人在萨克斯风的伴奏下緩緩共舞。突然，克里斯把一堆钱扔给金，告诉金她不属于夜总会，請她赶快离开。此時工程师急忙挤了进来，他以为克里斯对金不满意。克里斯再次重申他喜欢金，金无声地带领他走进她的房间（“舞 - The Dance”）。
夜深了，克里斯望着熟睡的金。克里斯痛恨越南的一切，然而他已著迷於金，他質问上帝為何在临走前才安排自己遇見这个人（“为什么，上帝，为什么？ - Why God Why”）。金醒来后，克里斯想给她钱，卻被她回绝了。她告诉他，这是她第一次与男人共眠（“这钱是你的 - This Money's Yours”）。克里斯不相信，並询问金的身世。金講述父母如何去世，克里斯憐惜地向金告白，两人疯狂地相爱了（“太阳月亮 - Sun and Moon”）。克里斯致電约翰，兴奋地告诉约翰他要请假，以有更多时间陪伴金。约翰認為他疯了，因為越共已经逼近，美国已开始遣返人员，想在西贡被攻下之前退兵，克里斯这样做無疑找死。克里斯哀求约翰帮他遮掩一天，约翰不情愿地同意了（“电话歌 - The Telephone Song”）。克里斯去见工程师，为金赎身。但是工程师企图從中捞得一张美国签证，當時许多人都想在越共到达前逃离越南。克里斯拒絕了，最后工程师在枪口威胁下同意以原賣身契的價格放金自由（“赎身 - The Deal”）。
女孩们为克里斯和金准备了婚礼（“婚礼 - Dju Vui Vai”）。在婚礼上，金的表兄──歲（Thuy），也是金的父母为她订下的丈夫，闯进来要救金离开。当他得知金要嫁给另一个人时十分伤心（“岁的到来 - Thuy's Arrival”）。克里斯宣布“这个女孩是我的！”两人拔枪准备为争夺金而拼命。金站到克里斯身边，告诉歲當年两家结亲时他們年紀還小，如今父母都已故去，婚约无效。岁怒不可遏，破口大骂所有美国人和妓女的日子都不会长久，他们的下场只能是如鳥獸散，並拂袖而去。金为此十分难过，她认为克里斯終究会离开她，克里斯承諾即便要离开越南，他也会带金一起走。克里斯与金在夜总会的庸俗歌曲“世界的最后一晚”中相拥共舞。而這的确也是兩人世界里的最后一晚（“世界的最后一晚 - Last Night of the World”）。
三年後，也就是1978年，西贡（已改名为“胡志明市”）人都走上街头，举城欢庆戰勝美国、越南统一的三週年纪念活动（“龙之晨 - Morning of the Dragon”）。岁现在是新政府官员，他命令手下把工程师找来。工程师还活着，虽然已接受过新政权的“再教育”，但腐败与投机秉性丝毫未改。岁命令工程师尋回共产党入城时便失蹤的金。
原來金被克里斯獨自留在越南，一直生活在贫民窟里。她依舊深爱着克里斯，並坚信他会回來拯救她。与此同时，克里斯与他的美籍新婚妻子艾伦（Ellen）睡在一起。艾伦也爱著克里斯，她渴望知道一直缠绕在他内心的阴影究竟是什么。他突然从睡梦中惊醒，叫着金的名字。艾伦哄他重新躺下，两个身处地球两端的女人不约而同地表白她们对克里斯的爱情。（“我依然相信 - I Still Believe”）。
工程师終於找到金，把她带到岁那里。岁说他已經寻找金三年了，而他仍想取金為妻。金拒绝了，哪怕克里斯不在身邊，她還是全心全意地爱着他。金把她与克里斯两岁的儿子，谭（Tam），介绍给岁。岁震驚而悲憤地骂金是叛国者，谭则是国家的敌人，並企图用刀杀了谭。金掏出克里斯留下的手枪，朝岁开了枪。岁在金的怀中斷了氣。在街頭热闹的游行人流中，金带着谭开始逃亡（“不许你碰他 - You Will Not Touch Him”）。
金跑到工程师那里，告诉他事情的經過（“假如你愿意死在床上 - If You Want to Die in Bed”，“金和工程师 - Kim & Engineer”）。工程师不願意惹禍上身，因此拒绝帮助她。然而，待金吐露克里斯是谭的父亲，工程師立刻兴高采烈，將这孩子當作自己獲得美國簽證的籌碼。他告诉金，从现在起他就是孩子的叔叔了，而他将带她们去曼谷。金向谭保证，哪怕是牺牲她的性命，她也要让谭过上好日子。他们三人随着其他饱受艱辛的难民一起，登上了去曼谷的船（“为了你我可以付出生命 - I'd Give My Life for You”）。

### 第二幕
1978年，佐治亚州的亚特兰大市，约翰为一家帮助“贝度”（Bui-Doi，指越战期间美国士兵与越南女人所生的小孩）寻找美国父亲的机构工作。在越南，这些混血儿因外貌受到嚴重歧视。约翰在大会上发表演说，与其他退役士兵一起呼吁那些父亲负起责任来，帮助他们的孩子（“贝度 - Bui Doi”）。演说完畢，约翰把克里斯拉到一边，说他有重大消息要告诉他。约翰告诉克里斯，金还活着，这让克里斯十分欣慰，几年来他一直做着金死去的梦魇。但约翰接下来提到了谭，这对克里斯来说就不是那么振奮的消息了。孩子的存在会使克里斯现在的生活变得更为复杂──他的妻子艾伦并不知道金的存在。约翰催促克里斯和艾伦到曼谷见金。临行前，克里斯终于鼓起勇气，把金的故事告诉给艾伦（“启示 - The Revelation”）。
同年的曼谷，工程师已沦落為招揽游客进下等酒吧的皮条客，而金则是酒吧里的舞女（“真是浪费 - What a Waste”）。克里斯、艾伦和约翰来到曼谷寻找金的下落，约翰走进酒吧，见到金和工程师。金见了约翰十分惊讶，听说克里斯也在曼谷時更是欣喜不已。约翰本打算小心地把克里斯再婚的消息告诉金，可是正要说出口時，金打断了他，说她早已知道克里斯是来带她去美国的。约翰十分欽佩金对克里斯的执着，他不忍心告诉金事情的真相。他向金保证他会带克里斯来（“求求你 - Please”）。
约翰去找克里斯的时候，工程师让金自己去找克里斯，因为他不相信克里斯真的会来（“克里斯在这里 - Chris is Here”）。金准备出门去找克里斯，岁的鬼魂出现了。他恐吓金，说克里斯会和西贡沦陷當晚一样，遗弃金。金的思绪，立刻被带回到那一夜（“金的梦魇 - Kim's Nightmare”）。1975年，在越共逐渐逼近、西贡日益混乱的时候，克里斯和金作好了逃离越南的准备。克里斯被召回保护大使馆，金想和他同去。但克里斯把枪留给她，让她在家收拾行李，说他们会有充足的时间离开。就在克里斯步入大使馆的瞬间，大使馆的门关闭了。华盛顿捎來消息，命美国人立刻全數撤离，大使館不许任何越南人进入。听说此事的金挤到大使馆门口，但她只不过是无数企图收买、乞求、爬进大使馆的越南人中的一个。与此同时，克里斯打電話回金的房子，當然没有人接聽。他想冲进歇斯底里的人群里去找她，美国人卻不许他出去。约翰最后拍打著克里斯的脸，让他停止无谓的挣扎。克里斯坐上最后一班离开西贡的直升飞机，金在大门口看着他离开，绝望地向他表白着她对他的忠贞。直升飞机還是在克里斯對金的呼喚声中起飞了。
金停止了回憶，發现自己仍在房间里。她高兴地穿上與克里斯婚禮时所穿的衣裳（“太阳月亮，重复 - Sun and Moon: Reprise”）。金找到克里斯下榻的旅馆，但当她走进房間里时，那里竟只有一个陌生女人，艾伦。艾伦得知金的到來，十分惶恐，她不得不告诉金自己是克里斯的妻子。金震惊而心碎，她不敢相信艾伦的话。当艾伦告诉她，他们不可能带谭去美国时，她讓儿子过上好日子的梦想也破灭了。艾伦说他们可以从美国寄钱来接济金。金她愤怒地要求克里斯当面告诉她这些话（“317房间 - Room 317”）。艾伦在这次会面后也十分伤心，她原以为金只是和克里斯一夜情，现在她才意识到克里斯欺骗了她。她为金感到难受，但是她也爱着克里斯，並发誓无论怎样也要和他在一起（“我们既然已经见过面了 - Now That I've Seen Her”）。克里斯和约翰没找到金，回到旅馆。克里斯听艾伦讲述了和金的激烈会面，惊恐万分。艾伦责备克里斯没有告诉她事情真相，也怀疑他对自己的爱情。她给了克里斯一个最后的选择：要她还是金。克里斯发誓他爱的是艾伦，他含着泪水讲起自己在越南的生活。他们互相诉说爱意，决定让金和谭留在曼谷，他们則从美国寄钱来保证她们的生活，他们认为金是个好人，說她“很聪明，她会理解的”（“对质 - The Confrontation”）。工程师仍把谭看做自己去美国的船票，他梦想着自己在美国的崭新生活，並帶著克里斯、艾伦、約翰一起来到金的房间（“美国梦 - The American Dream”）。
在房间里，金告诉谭，他应该高兴，因为他现在有爸爸了。她請谭不要忘记她，她也承諾会一直照顾他。看到克里斯一行人从远方走来，她向谭道別，溫柔地親吻他的额头。她悄悄走到帘子后面，开枪自尽了。克里斯、艾伦、约翰和工程师听到枪响立刻冲进房间，只見金倒在地上奄奄一息。克里斯奔向金，並抱起她，心碎地问金为什么要这样做。金说，一定是神带领你找到我們的孩子。克里斯祈求金不要死，但金只是求他最後一次擁抱她。她重复著当初两人坠入爱河时说过的话：“为什么一夜之间我们改变了这么多？”在眾人愕然的目光中，金在克里斯的怀裡嚥下最後一口氣。同時，艾伦跪了下来，向谭張開双臂（“结局 - Finale”）。

## 获奖情况

### 托尼奖
《西贡小姐》在1991年托尼奖上提名最多，一共有10个之多，很多人都认为它一定会稳拿“最佳音乐剧”。然而，该剧几乎在每一个奖项上都输给了另一部9项提名的音乐剧《威尔·罗杰斯歌舞团》(The Will Rogers Follies)。只有三个演员得到的表演奖。这也是音乐剧历史上最出名的惨败之一。
1991年托尼奖《西贡小姐》提名、得奖情况:
- 托尼奖最佳音乐剧
- 托尼奖最佳音乐剧剧本
- 托尼奖最佳音乐剧原音乐
- 托尼奖最佳音乐剧男主角 (强那森·布莱斯,Jonathan Pryce) 得奖
- 托尼奖最佳音乐剧女主角 (莉亞·莎隆嘉,Lea Salonga) 得奖
- 托尼奖最佳音乐剧男演员 (海顿·巴特,Hinton Battle) 得奖
- 托尼奖最佳音乐剧男演员 (威利·伐克,Willy Falk])
- 托尼奖最佳音乐剧布景设计
- 托尼奖最佳音乐剧灯光设计
- 托尼奖最佳音乐剧舞蹈设计
- 托尼奖最佳音乐剧导演 [5]

### 其他奖项
- 1991年度戏剧委员会奖最佳音乐剧男演员(Drama Desk award,由纽约剧评家以及记者编辑所组成） (强那森·布莱斯,Jonathan Pryce) 得奖
- 1991年度戏剧委员会奖最佳音乐剧女演员 (莉亞·莎隆嘉) 得奖
- 1991年度戏剧委员会奖最佳伴奏 (Willian D. Brohn) 得奖
- 1991年度戏剧委员会奖最佳灯光设计 (David Hersey) 得奖
- 1991年度剧场世界奖 (莉亞·莎隆嘉) 得奖[1]

## 争议
原英国剧组里，菲律宾籍的莉亞·莎隆嘉在剧中饰演金，强那森·布莱斯饰演工程师。当西贡小姐的演出从英国伦敦移到美国纽约的百老汇时曾经引发过一段争议：美国演员工会拒绝让饰演英国工程师的白人演员强那森·布莱斯在百老汇继续他的演出。据工会的秘书阿兰·艾森堡（Alan Eisenberg）说，这是因为“采用白人演员，用化妆的形式来使他看起来像黄种人，是对亚裔人民的轻蔑。更何况亚裔演员平时只有演小角色的份，而这一角色对全剧至关重要，如果让白人演员出演，势必削夺了亚裔演员演主角的机会。”这一决定引起了很多方面的反对，包括英国演员工会，制作人卡梅倫·麥金塔也决定取消美国的演出，虽然预售票已经卖出了空前的数量。美国演员工会所担心的是挑选演员的步骤是否公平。因为当初《西贡小姐》虽然在亚裔演员里曾经在国际上公开地、大规模地寻找女演员扮演金，却并没有相应地在亚裔演员里寻找男演员（扮演工程师和岁）。使整件事情更加棘手的是，强那森·布莱斯被很多人认为是“明星”，这一地位可以让一个外籍演员在美国直接出演舞台剧，而不需要经过在美国公开挑选演员的过程。最后，在卡梅倫·麥金塔、观众和许多工会会员的压力下，美国演员工会被迫改变其决定，而允许强那森·布莱斯与莉亞·莎隆嘉以及接手饰演克里斯的威利·伐克一起，在百老汇同台演出。
《西贡小姐》因为很多涉及种族的观点，亦曾在亚裔社会里受到许多批评。一开始，扮演混血／亚裔的白人演员强那森·布莱斯和凯斯·本恩斯都要化特殊眼妆、在脸上涂深色颜料，来使他们更像黄种人。这一做法引起了许多人的反感，说这是和“白串黑闹剧”类似的做法。而《西贡小姐》里的一些歌词也有会让一些亚洲人觉得过分的地方，比如工程师的歌词:“油腻腻的中国佬只会让日子越来越下贱/到了美国我要开四星级酒吧”（“美国梦”），“为什么偏偏我出生在一个只爱大米、不想创业的民族”（“假如你愿意死在温床上”）。 再者，《西贡小姐》里面有很多过于简化的、陈词滥调的亚裔女性角色，比如放荡的泼妇，和听话顺服的中国娃娃，都充分地体现了西方艺术领域中对东方人的偏见，亦可能間接加深種族歧視。
《西貢小姐》使用了一張照片，是美國直升機從西貢一棟樓房起飛，而屋頂上仍剩下一群難民因為超載，而只能被拋棄。然而這張照片的攝影者，荷蘭籍的合眾國際社記者休·范艾斯，一度因為該劇未經自己許可即使用這張照片而打算訴諸法律，但後來打消念頭。

## 原伦敦剧组演员
- 莉亞·莎隆嘉 - 金
- 赛门·褒曼 - 克里斯
- Peter Polycarpou - 约翰
- Claire Moore - 艾伦
- 强那森·布莱斯 - 工程师
- 凯斯·本恩斯 - 岁
- Isay Alvarez - 琪琪

## 發行版本
- 1989 Original London Cast Recording (雙CD, 精選單CD)
- 1992 Original Japanese Studio Recording (單CD)
- 1993 Original Japanese Cast Recording (雙CD)
- 1994 Hungarian Cast Recording (單CD)
- 1995 Studio Recording (雙CD, 精選單CD)
- 1995 Stuttgart Cast Recording (單CD)
- 1997 Danish Cast Recording (單CD)
- 1997 Netherlands Cast Recording (雙CD, 精選單CD)
- 2011 Netherlands Cast Recording (單CD)
- 2011 Hungarian Cast Recording (單CD)

## 脚注
1. 1 2  "Internet Broadway Database" http://www.ibdb.com/production.asp?ID=4639 （页面存档备份，存于）
2. ↑  Schönberg, Claude-Michel. "This Photograph was for Alain and I the start of everything..." （页面存档备份，存于）, October 1995.
3. ↑  .   [2006-10-03]. （原始内容存档于2016-03-03）.
4. ↑  .   [2006-10-03]. （原始内容存档于2019-06-17）.
5. ↑  "The Official Website of the Tony Awards," www.tonyawards.com
6. 1 2 3  Mervyn Rothstein, "Union Bars White in Asian Role; Broadway May Lose 'Miss Saigon'," New York Times, 8 August 1990, A1.
7. ↑  Steinberg, Avi. "Group targets Asian stereotypes in hit musical," Boston Globe, （页面存档备份，存于） January 2005.
8. 1 2  Behr, Edward, and Mark Steyn.  The Story of Miss Saigon. New York: Arcade Publishing, 1991.
9. ↑  .   [2013-10-19]. （原始内容存档于2013-10-20）.